# Каведаго
Каведаго, Каведаґо (італ. Cavedago) — муніципалітет в Італії, у регіоні Трентіно-Альто-Адідже,  провінція Тренто.
Каведаго розташоване на відстані близько 500 км на північ від Рима, 15 км на північний захід від Тренто.
Населення — 517 осіб (2014).
Щорічний фестиваль відбувається 10 серпня. Покровитель — Святий Лаврентій.

## Демографія
Населення за роками:

Станом на 1 січня 2023 року в муніципалітеті офіційно проживало 35 іноземців з 9 країн, серед них 28 громадян країн Євросоюзу.

## Сусідні муніципалітети
- Андало
- Фай-делла-Паганелла
- Мольвено
- Спормаджоре